# 1158
1158 (MCLVIII) var ett normalår som började en onsdag i den julianska kalendern.

## Händelser

### Januari
- 20 januari – Biskop Henrik dräps av bonden Lalli på Kjulo sjö. Henrik blir sedermera Finlands skyddshelgon.
- Det första svenska korståget mot Finland avslutas. Resultatet har blivit att kristendomen har börjat införas i Finland och att finnarna i Åbotrakten har döpts.

### Okänt datum
- Sverker den äldres dotter Helena blir nunna i Vreta kloster, där hennes syster Ingegerd är priorinna.
- Karl Sverkersson väljs till kung i Östergötland.
- Absalon Hvide blir biskop av Roskilde.
- Henrik Lejonet av Sachsen bränner ner byn Ze den Munichen och bygger upp en ny handelsstad (nuvarande München) med en tullstation för att övervaka fraktandet av salt från det närliggande Salzburg i Österrike.
- Böhmen blir ett kungarike.

## Födda
- Albrekt den stolte, markgreve av Meissen.
- Ottokar I av Böhmen, kung av Böhmen.
- Valdemar av Slesvig, dansk prelat.

## Avlidna
- 20 januari – Henrik, biskop, Finlands skyddshelgon.
- Maud av Savojen, portugisisk drottning.